# Barlig

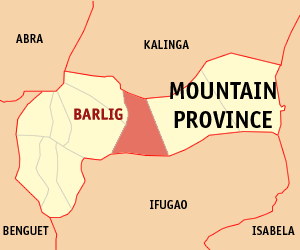
Bản đồ Mountain Province với vị trí của Barlig

Barlig là một đô thị hạng 5 ở tỉnh tỉnh Mountain, Philippines. Theo điều tra dân số năm 2000, đô thị này có dân số 6.351 người trong 1.425 hộ.

## Barangay
Barlig được chia thành 11 barangay.
- Chupac
- Fiangtin
- Kaliw
- Latang
- Lias Kanluran,silangan
- Lingoy
- Lunas
- Macalana
- Ogoog
- Gawana (Pob.)
- Lias Silangan
- Macalanna
- Tabfiad erickson